# Love Rescue Me
Love Rescue Me es una canción del grupo irlandés U2, compuesta por Bono junto con Bob Dylan. Es uno de los temas del álbum Rattle & Hum.

## Historia
Todavía insertos en la gira The Joshua Tree Tour, la banda tiene en mente sacar un nuevo álbum después del éxito rotundo de The Joshua Tree. Pero, estando en América, descartan volver a Dublín. Es una etapa en la que el grupo está buscando nuevas inspiraciones en la música de raíz americana y afroamericana.
Bono estaba trabajando en un tema que, según parece, empezó a componer una noche en que despertó después de haber soñado con Bob Dylan. Poco después, se dio la casualidad de que Bono recibió una llamada telefónica en la que le preguntaron si quería visitar a Bob Dylan. Bono no se lo pensó dos veces, y en su visita preguntó al artista si quería terminar de componer el tema con él.

«Pensé que era una canción de Dylan. Así que cuando me encontré con él le pregunté: "¿Es una canción tuya?" Y él dijo: "No, pero podría serlo". Así que empezamos a trabajar en ella juntos, lo que fue genial» (Bono).

El resultado final fue "Love Rescue Me", que se convirtió en el tema número 11 del futuro álbum.

## Composición
La autoría de la canción, tanto a nivel de música como de vocalización y composición, descansa en ambos artistas, ya que no se puede clarificar qué partes compuso Bob Dylan y cuáles Bono.
Más tarde, en una entrevista realizada por Neil McCormick para la revista Hot Press, Bono reveló que, gracias a este encuentro, Dylan le había aportado mucho en cuanto a la construcción de letras.
Por su parte, Bob Dylan afirmó: "Pasar tiempo con Bono fue como comer en un tren. Sientes que te mueves hacia algo. Bono tiene el alma de un poeta y tienes que tener cuidado cuando estas cerca de él. Puede rugir hasta que la tierra tiemble".